# The Last Tour on Earth
The Last Tour on Earth — концертний альбом гурту Marilyn Manson, в якому зібрані записи виступів з турів Mechanical Animals Tour та Rock Is Dead Tour. У студійній версії пісні «The Dope Show» з альбому Mechanical Animals присутні рядки «The drugs they say are made in California» (англ. «Кажуть, що наркотики виробляють у Каліфорнії»), але під час концертів «Каліфорнія» часто замінюється на місто чи країну, де проходить концерт. Так, у «The Dope Show» можна почути «The drugs they say are made right here in Cleveland» (англ. «Кажуть, що наркотики виробляють прямо тут, у Клівленді»), а схвальний галас натовпу підтверджує, що запис проводився у Клівленді, штат Огайо. «Lunchbox» записано у місті Ґранд-Репідс, штат Мічиган; «I Don't Like the Drugs (But the Drugs Like Me)» — у Сідар Репідс, штат Айова; «The Last Day on Earth» — у Лас-Вегасі, штат Невада.

## Список пісень
1. «Inauguration of the Mechanical Christ» (Intro) — 2:45
2. «The Reflecting God» — 5:32 (з Antichrist Superstar)
3. «Great Big White World» — 5:21 (з Mechanical Animals)
4. «Get Your Gunn» — 3:37 (з Portrait of an American Family)
5. «Sweet Dreams (Are Made of This)/Hell Outro» — 5:36 (з Smells Like Children/Spawn: The Album)
6. «Rock Is Dead» — 3:20 (з Mechanical Animals)
7. «The Dope Show» — 3:56 (з Mechanical Animals)
8. «Lunchbox» — 8:35 (з Portrait of an American Family)
9. «I Don't Like the Drugs (But the Drugs Like Me)» — 7:31 (з Mechanical Animals)
10. «Antichrist Superstar» — 5:15 (з Antichrist Superstar)
11. «The Beautiful People» — 4:30 (з Antichrist Superstar)
12. «Irresponsible Hate Anthem» — 4:40 (з Antichrist Superstar)
13. «The Last Day on Earth» — 4:26 (з Mechanical Animals)
14. «Astonishing Panorama of the Endtimes» — 3:59

### Бонус-диск британського та австралійського релізів
1. «Coma White» — 4:21
2. «Get My Rocks Off» — 3:05
3. «Coma White (Acoustic)» — 5:33
4. «A Rose and Baby Ruth» — 2:17

## Деякі факти
- Пісня «The Last Day on Earth», на відміну від студійної версії, була виконана й записана в акустичному варіанті.
- У 2006 британські журнали Classic Rock та Metal Hammer включили The Last Tour on Earth (помилково названий як The Last Show on Earth) до списку «200 найкращих альбомів 90-их».[8]
- За перший тиждень продано 26 тис. копій.

## Чартові позиції
| Чарт (1999)     | Найвища позиція |
| --------------- | --------------- |
| Австралія       | 50              |
| Велика Британія | 61              |
| Німеччина       | 46              |
| Нова Зеландія   | 38              |
| США             | 82              |
| Франція         | 62              |
| Швеція          | 59              |

## Сертифікації
| Країна          | Організація | Сертифікація | Наклад  |
| --------------- | ----------- | ------------ | ------- |
| Велика Британія | BPI         | Срібний      | 60 тис. |

## Учасники
- Мерілін Менсон — вокал
- Джон 5 — гітара
- Твіґґі Рамірез — бас-гітара
- Джинджер Фіш — барабани
- Мадонна Вейн Ґейсі — клавішні, синтезатори